# Elefántcsontpart
Elefántcsontpart (hivatalosan Elefántcsontparti Köztársaság; franciául: République de Côte d'Ivoire) nyugat-afrikai állam. Politikai fővárosa Yamoussoukro, gazdasági fővárosa és legnagyobb városa Abidjan. Nyugatról Guinea és Libéria, északról Burkina Faso és Mali, keletről Ghána, délről pedig a Guineai-öböl határolja. Hivatalos nyelv a francia, de összesen körülbelül 78 különböző nyelvet beszélnek az országban.
Földrajzi adottságai miatt az egyik legértékesebb ország a régióban. Az ország gazdag természeti erőforrásokban (arany, gyémánt, mangán, vasérc), valamint jelentős biológiai sokféleséggel rendelkezik. Az őshonos növény- és állatvilág megóvása érdekében több nemzeti parkot és rezervátumot hoztak létre. Az ország egyik legfontosabb mezőgazdasági terménye a kakaó, amelyben Elefántcsontpart világelső, valamint jelentős kávé, pálmaolaj és kaucsuktermelő. 
Elefántcsontpart többek között az Afrikai Unió, a Nyugat-afrikai Államok Gazdasági Közössége (ECOWAS), a Frankofónia és az ENSZ tagja.

## Nevének eredete
Afrikának ebben a régiójában jelentős volt az elefántcsont-kereskedelem. A nyugat-afrikai elefántcsontnak van egy jellegzetes tulajdonsága, hogy soha nem színeződik el, mindig fehér marad. Ezen a területen található az ún. Aranypart, illetve itt kereskedtek egy jellegzetes afrikai paprika magjával.

## Természeti földrajza

### Domborzata

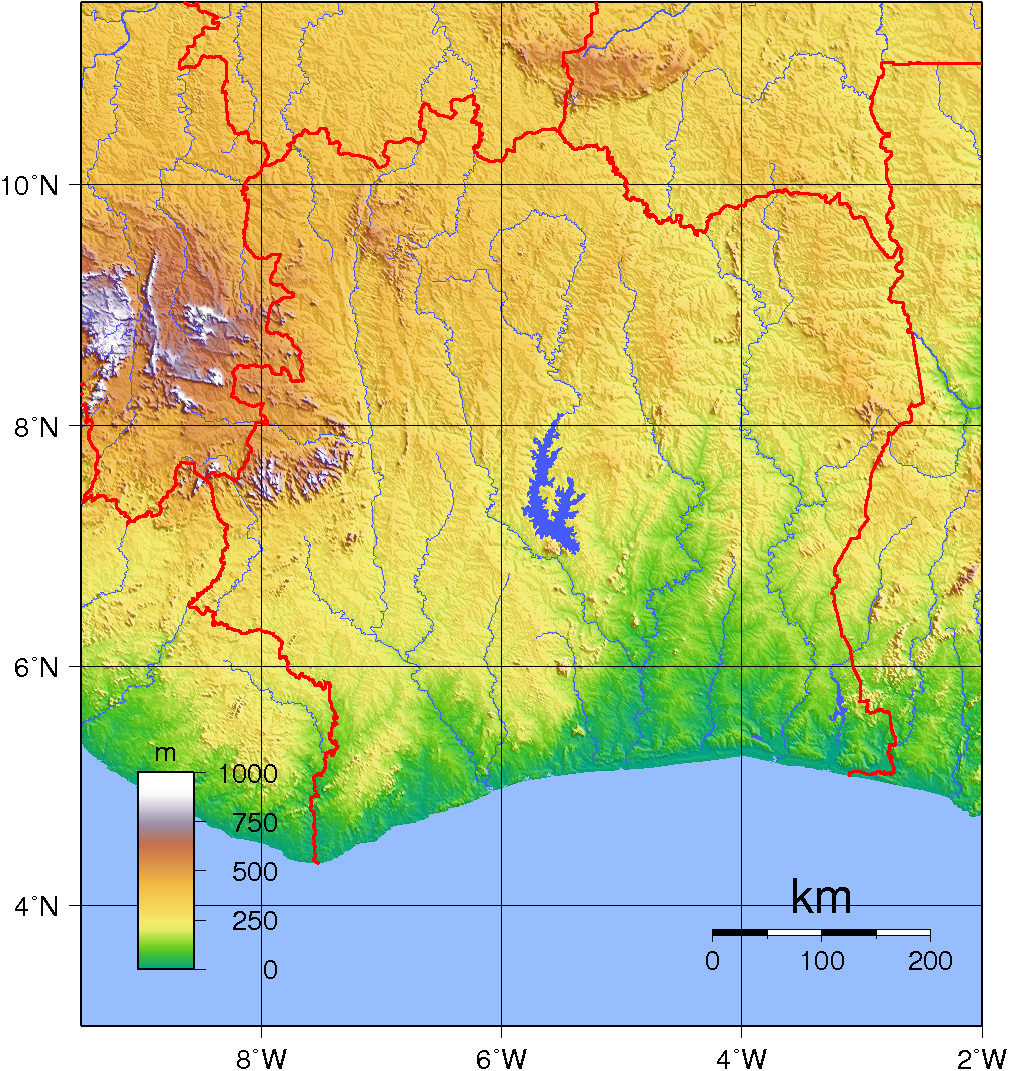
Elefántcsontpart domborzati térképe

Mangrovés, lagúnás parti síkságát a Komoé és a Bandama trópusi esőerdővel borított alföldje követi, amely északon szavannás, táblás fennsíkba megy át. Az ország középső része enyhén dombos szavanna, amely a mezőgazdaság központja. Északon a terület fokozatosan emelkedik és fennsíkok, illetve kisebb hegyláncok találhatók, például a Nimba-hegység (1752 méter), amely az ország legmagasabb pontja.

### Vízrajza

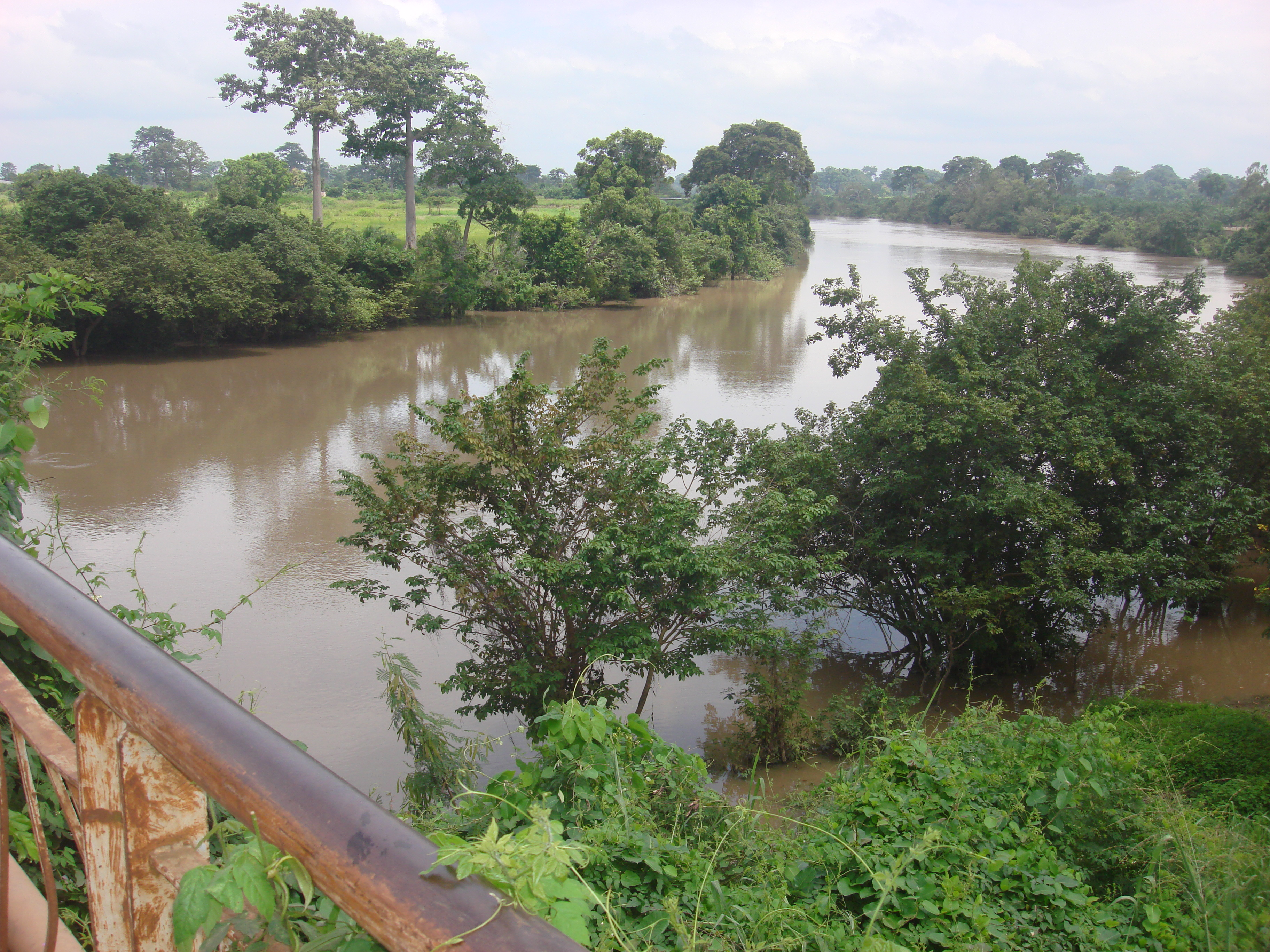
A Bandama

Négy nagy folyója Komoé, Bandama (Fehér-Bandama és Vörös-Bandama), Sassandra, Fekete-Volta fontos szerepet játszik az öntözésben, az energiatermelésben (vízerőművek) és a közlekedésben. A lagúnák a partvidéki ökoszisztémák fontos részei. Legnagyobb tava a Kossou-víztározó (a Fehér-Bandamán).

### Éghajlata
Az országban a trópusi éghajlat uralkodik, amely két zónára oszlik. A déli országrészben nedves trópusi az éghajlat, amely egész évben meleg és párás, két esős évszakkal (áprilistól júniusig és októbertől novemberig), az évi középhőmérséklet pedig 22 °C. Az északi területeket szárazabb, szavanna éghajlat jellemzi. Melegebb, hosszabb száraz időszak fordul elő, főként december és március között. Az évi csapadék mennyisége délen 2100 mm, északon 1200 mm.

### Élővilága, természetvédelme

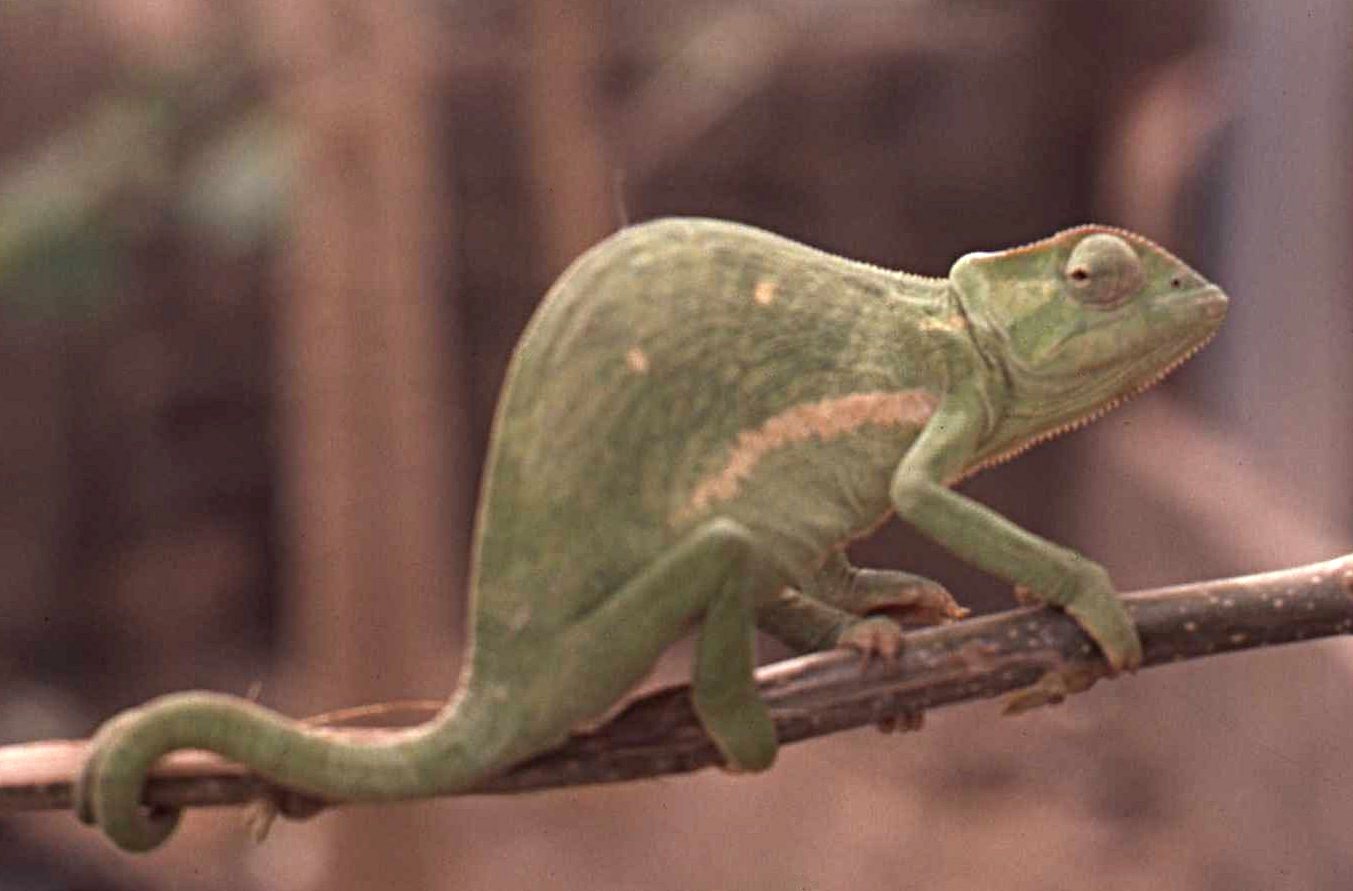
Egy kaméleon az ország északi részén

Elefántcsontpart növényvilága rendkívül gazdag és változatos, amit az ország eltérő éghajlati és földrajzi zónái tesznek lehetővé. Az ország déli részének trópusi esőerdői, a középső szavannái és az északi szárazabb területei mind különböző ökoszisztémákat és növénytípusokat foglalnak magukban. Az ország teljes déli részét valaha nedves trópusi esőerdők borították, amelyek ma is gazdag biodiverzitásukról híresek, bár a fakitermelés és a mezőgazdasági terjeszkedés miatt nagymértékben csökkentek. Jellemző növények a mahagóni, az irokó, a mangóliafélék és más lombos fák, pálmafák, epifiták, mint például a broméliák, az orchideák, amelyek a fák törzsén és ágain élnek. A part menti lagúnák és mocsaras területek mangroveerdőknek adnak otthont, ahol megtalálható a vörös mangrove, melynek gyökerei segítenek a partvédelemben és a vízi élővilág számára fontos élőhelyeket teremtenek. A tengerparti pálmák a partok mentén találhatóak, ahol a homokos talajhoz alkalmazkodtak. Az ország központi és északi részein a trópusi esőerdők helyét füves szavannák és ritkás erdők veszik át. Jellegzetes növények a baobab, a sheavajfa, az akáciák, a füvek és cserjék, melyek a szavanna aljnövényzetét alkotják.      
Állatvilágát szintén gazdag biodiverzitás jellemzi, többek között elefántok, csimpánzok, bivalyok és számos madárfaj található az országban. 

#### Nemzeti parkjai
- Maraoue Nemzeti Park — turistalátványosság, ahol nem élnek nagyragadozók.[6] Részben szavanna, részben őserdő. Gyalogtúrákat szerveznek, majmokat, elefántokat, vízilovat lehet látni más állatok mellett.
- Comoé Nemzeti Park — Nyugat-Afrika legnagyobb állatrezervátuma, amely UNESCO-védelem alatt áll.
- Tai Nemzeti Park — Nyugat-Afrika egyik legnagyobb esőerdeje, amely az UNESCO világörökség része.[7] A háborítatlan erdőségben csimpánzcsapatok élnek.
- Sangbé-hegy Nemzeti Park — hegyes völgyes területe igen nehezen közelíthető meg.

#### Természeti világörökségei
- Nimba-hegy Természeti Rezervátum – Guineával közös
- Tai Nemzeti Park
- Comoé Nemzeti Park

## Történelme
Kevéssé ismert múltja a portugál hajósok érkezése (az 1460-as évek) előtt. A fő etnikai csoportok azután érkeztek a környező területekről: a kru nép Libériából 1600 körül; a szenufók és lobik Burkina Fasóból és Maliból indultak dél felé. A 18. és 19. században az akan nép települt át Ghánából Elefántcsontpart keleti vidékére, a malinkék pedig Guineából Elefántcsontpart északnyugati részére.

### Francia gyarmati időszak
Elefántcsontpartot a szomszédos Ghánánál kevésbé sújtotta a rabszolga-kereskedelem. Az európai rabszolga- és kereskedőhajók a part azon vidékeit preferálták, ahol ott jobbak a kikötők. A franciákat a terület az 1840-es években kezdte érdekelni. Olyan egyezményeket kötöttek a helyi főnökökkel, amelyekkel a francia kereskedők monopóliumot szereztek a partvidéken. Ezután haditengerészeti támaszpontot építettek, hogy kiszorítsák a többi nemzet kereskedőit, és szisztematikusan hódítani kezdték a belső területeket. Ez a Gambiából betörő mandinkákkal vívott hosszú háborúskodás után az 1890-es években zárult le. Keleten a baoulé és más csoportok gerillaháborúja 1917-ig tartott.
Franciaország fő célja az export felfuttatása volt. Kávé-, kakaó- és olajpálma-ültetvényeket létesítettek a partvidéken. Elefántcsontpart az egyetlen ország Nyugat-Afrikában, ahol a lakosság jelentős része betelepülő, főleg Nyugat- és Közép-Afrikából, a francia és brit adminisztráció szervezésében. Végeredményben a kakaó, kávé és banánültetvények harmada volt francia állampolgárok kezén; a gazdasági élet a kényszermunkán alapult.

### Függetlenség
Egy baoulé főnök fia, Félix Houphouët-Boigny Elefántcsontpart függetlenségének atyja. 1944-ben alapította meg az ország első mezőgazdasági szakszervezetét az önmagához hasonló kakaótermesztőkből. Megválasztották a francia parlamentbe, és egy éven belül prominens politikusnak számított. Szoros kapcsolatban állt a francia kormánnyal. Franciaországban ő volt az első afrikai, aki a kormányban miniszter lett.
1958-ban Elefántcsontpart a Francia Közösség autonóm tagja lett.
Függetlenségének elnyerésekor, 1960-ban az ország Francia Nyugat-Afrika legvirágzóbb állama volt, a régió teljes exportjának 40%-a innen származott. Amikor Houphouët-Boigny lett az első elnök, kormánya jó árat fizetett a farmereknek termékeikért, a termelés növelésére törekedve. Különösen a kávétermesztés nőtt gyorsan, Elefántcsontpart lett a világ harmadik legnagyobb termesztője (Brazília és Kolumbia után). 1979-ben a világ legnagyobb kakaótermesztője. Afrikában az ananász és a pálmaolaj legnagyobb exportőre. Francia szakemberek részesei voltak az 'elefántcsontparti csodának'. Afrikában mindenfelé kiszorították az európaiakat a függetlenség elnyerése után; de Elefántcsontpartra azután is érkeztek. A francia közösség a függetlenség előtti 10 000-ről 50 000-re nőtt, többségük tanár és tanácsadó. Húsz éven át a gazdaság növekedési üteme évi 10% volt – a legmagasabb Afrika nem olajexportáló országai közül.

### Houphouët-Boigny kormánya
Politikailag Houphouët-Boigny vaskézzel uralkodott, egyéb tekintetben paternalisztikus volt kormányzata. Nem volt szabad sajtó, egypártrendszer volt. Végül széles körű ellenállás alakult ki a lakosságban azzal szemben, hogy folyton újraválasztatta magát. A nagyvonalú presztízsberuházások miatt is kritizálták. Sok millió dollárt ölt abba, hogy szülőfalujából, Yamoussoukro faluból új fővárost teremtsen. Yamoussoukro-t 1983-ban jelölték ki fővárosnak. Másik nagy álma volt az ország közepén felépíteni a béke, a tudás és a vallás központját. De az 1980-as évek elején a világgazdaság visszaesése és az aszály súlyosan érintette Elefántcsontpart gazdaságát. A túlzott erdőirtás és a cukor árának lezuhanása miatt az ország külső adóssága háromszorosára nőtt. A bűnözés drámai mértékben megnőtt Abidjanban. 1990-ben a közalkalmazottak ezrei léptek sztrájkba, csatlakoztak hozzájuk a diákok, tiltakozva az intézményes korrupció ellen. Követelték a kormánytól a többpárti demokrácia bevezetését. Houphouët-Boigny fokozatosan gyengült és 1993-ban meghalt. Utódjának Henri Konan Bédiét jelölte.

### Bédié kormánya
1995 októberében Bédié újraválasztásakor nyomasztó győzelmet aratott a megosztott és szervezetlen ellenzéken. Ezután szorosabban fogta a gyeplőt, az ellenzék támogatói közül sok ezret bebörtönöztetett. Ugyanakkor a gazdasági helyzet javult, csökkent az infláció és a külföldi eladósodottság.
Annak idején Houphouët-Boigny nagy óvatossággal járt el az etnikai konfliktusokban, a közigazgatás posztjait megnyitotta a szomszédos országokból bevándorlók előtt. Bédié viszont az elefántcsontparti nemzettudatot igyekezett éleszteni, és riválisát Alassane Ouattarát, akinek mindkét szülője külföldi állampolgár volt, kizárta a jövőbeni elnökválasztásokból. Mivel a Burkina Fasóból származók nagy részét tették ki Elefántcsontpart lakosságának, kizárásuk az elefántcsontparti állampolgárságból súlyosan érintette őket és megromlottak a különböző etnikai csoportok közötti viszonyok.

### 1999: puccs
Bédié számos lehetséges ellenlábasát kizárta a hadseregből. 1999-ben az így leszerelt tisztek egy csoportja katonai puccsot hajtott végre és Robert Guéï tábornok került hatalomra. Bédié Franciaországba menekült. A puccs csökkentette a bűnözést és a korrupciót, a tábornokok szigorúságot, tisztaságot hirdettek, utcai agitációt folytattak a becsületesebb társadalomért.

### Gbagbo kormánya
A 2000 októberében tartott elnökválasztáson Guéï-vel Laurent Gbagbo vívott meg – békésen. De a választások után zavargások robbantak ki, 180 halott volt az eredmény. Az elnöki hivatalba beiktatták a választás győztesét, Gbagbót. A Legfelsőbb Bíróság kizárta Alassane Ouattarát, Burkina Faso-i állampolgárságára hivatkozva. A Guéï alatt írt alkotmány nem tette lehetővé nem állampolgárok indulását az elnökválasztáson. E döntés viharos tiltakozást váltott ki Ouattara támogatóiból, különösen az ország északi részén. A tiltakozók a fővárosban, Yamoussoukróban összecsaptak a rendőrséggel.

### 2002: felkelés

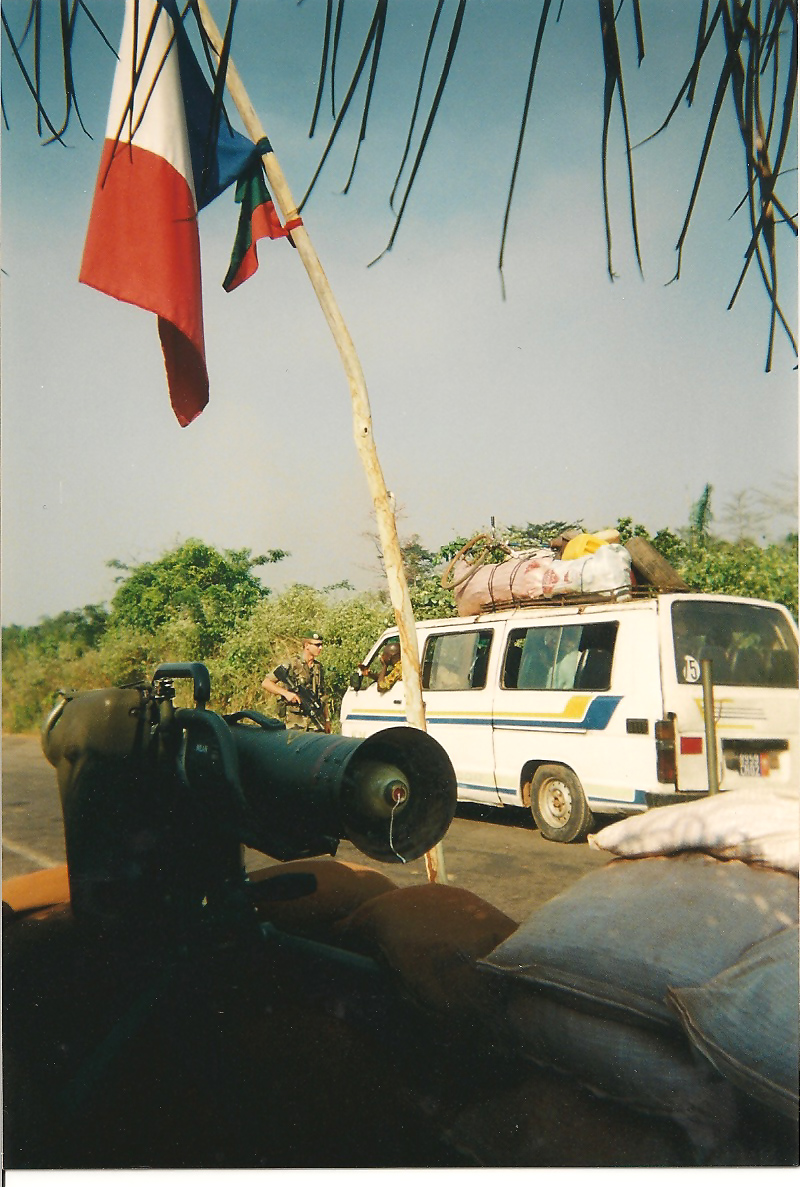
francia ellenőrzési pont

2002. szeptember 19-én a hajnali órákban, míg az elnök Olaszországban tartózkodott, fegyveres felkelés tört ki. A leszerelésére kijelölt csapatok fellázadtak, több városban támadtak. Abidjanban a csendőrség főparancsnokságánál délelőttig tartott a csata, de délre a kormány erői szilárdan kezükben tartották a legnagyobb várost, Abidjant. Viszont elvesztették az ellenőrzést az ország északi része felett, a lázadó erők kezükben tartották az északi Bouake várost. A helyzet azzal fenyegetett, hogy a lázadók előrenyomulnak Abidjan felé, ezért Franciaország az országon belüli csapatait átcsoportosította a lázadó erők megállítására. A franciák arra hivatkoztak, hogy polgárait menti a veszélyből, de a francia csapatok mozgása a kormány erőinek kedvezett. Vitatott, hogy ez a francia lépés hosszabb távon súlyosbította-e a helyzetet vagy sem.
Az is vitatott, mi történt a következő éjszakán. A kormány állítása szerint Robert Guéï előző elnök államcsínyt kísérelt meg, és az állami tévé a holttestét mutatta az utcán; a másik oldal állítása szerint otthonában gyilkolták meg 15 másik emberrel együtt és a testét azután vitték az utcára. Alassane Ouattara a francia követségre menekült, házát felgyújtották.
Gbagbo elnök azonnal visszatért Olaszországból. Visszatérte után a televízióban azt állította, hogy a lázadók a külföldi munkások bádogvárosaiban rejtőznek. Csendőrök és önkéntesek ezrei égették fel és dózerolták el otthonok ezreit, támadták meg lakóikat.
Az északi lakosság által támogatott lázadókkal kötött első tűzszünetek rövid életűek voltak, a harcok folytatódtak az ország legfontosabb kakaótermő vidékén. Franciaország csapatokat küldött a tűzszüneti vonalak ellenőrzésére. Az ország nyugati vidékének egy részét különféle milíciák szállták meg, köztük Libériából és Sierra Leonéból benyomuló hadurak és harcosok.

### 2003: egységkormány
2003 januárjában Gbagbo elnök és a lázadó vezérek egyezményt írtak alá a nemzeti egységkormány létrehozásáról. Kijárási tilalmat rendeltek el és francia csapatok tisztították meg a törvénytelen elemektől az ország nyugati határát. Az egységkormány azóta is rendkívül ingatag, a fő probléma az, hogy nincsen egyetértés abban, mi is a feladata. 2004 márciusában 120 embert gyilkoltak meg az ellenzék választási kampányában, a csőcselék ismétlődő támadásai miatt evakuálni kellett a külföldieket. A legutóbbi jelentések szerint ezek a gyilkosságok megtervezett akciók voltak.
Az ENSZ békefenntartói létrehoztak egy békés övezetet, de Gbagbo és ellenzéke közötti viszony továbbra is nagyon rossz.

### 2004–2007
2004 novemberének elején, amikor a béketárgyalások összeomlottak, mert a lázadók nem voltak hajlandók letenni fegyvereiket, Gbagbo légitámadásokat rendelt el ellenük. A Bouaké elleni légitámadás közben találat ért francia katonákat, kilencet megölt közülük; az elefántcsontparti kormányzat balesetről beszélt, de a franciák szerint tervszerű akció volt. Válaszképpen elpusztították a legtöbb elefántcsontparti harci gépet (2 Szu–25 repülőgépet és 5 helikoptert), erre viszont franciaellenes zavargások törtek ki Abidjanban.
Gbagbo elnöki terminusa 2005. október 30-án lejárt, de tekintettel a fegyveres lázadók jelenlétére, a választások megtartásának lehetetlenségére, megbízását egy évvel meghosszabbították annak a tervnek megfelelően, amit az Afrikai Egységszervezet dolgozott ki és az Egyesült Nemzetek Biztonsági Tanácsa is megtárgyalt. Bár 2006 októberéig nem változott lényegesen a helyzet, a lázadó ellenzék vezetői elvetették, hogy Gbagbo megbízását újabb egy évvel meghosszabbítsák. A Biztonsági Tanács mégis meghosszabbította Gbagbo megbízását egy évvel 2006. november 1-jén; de kilátásba helyezte Charles Konan Banny miniszterelnök hatáskörének kiterjesztését. Gbagbo másnap elutasította a határozatnak ezt a pontját, arra hivatkozva, hogy alkotmányellenes.
A kormány és a lázadók békeszerződését 2007. március 4-én írták alá, és Guillaume Soro, a lázadók vezére lett a miniszterelnök. Ez a lépés a megfigyelők egy része szerint alapvetően megszilárdította Gbagbo helyzetét.

## Államszervezete és közigazgatása

### Alkotmány, államforma
Elefántcsontpart az alkotmánya értelmében elnöki képviseleti demokratikus köztársaság. Az ország jelenlegi, sorrendben harmadik alkotmánya 2016. november 8-án kapott érvényt, amivel az országban a harmadik köztársaság kezdődött meg. Az új alkotmány az akkor érvényes 2000-es alaptörvényt váltotta fel és többek között megreformálta az elnök személye körüli nemzetiségi kritériumokat. A 2000-es és az azt megelőző 1960-as alkotmányok értelmében az ország elnöke csak olyan személy lehetett, aki több nemzetiségi feltételnek felet meg, ez a nemzetiségi kérdés azonban hozzájárult az 1999-es puccshoz, az ország de facto kettészakadásához vezető 2002–2007-es első és az azt követő 2010-2011-es második polgárháborúhoz.

### Törvényhozás, végrehajtás, igazságszolgáltatás
Az alkotmány törvényhozó hatalommal a kétkamarás parlamenttel ruházza fel. A 2016-os alkotmány előtt a törvényhozás egykamarás volt, azóta egy felsőházból (szenátus, franciául: Sénat) és alsóházból (nemzetgyűlés, franciául: Assemblée Nationale) tevődik össze. A nemzetgyűlés 255 képviselőjét kétféleképp választják: 169 képviselőt egymandátumos egyéni választókerületekben relatív többségi szavazással, 86 képviselőt 36 többmandátumos választókerületben (körzetenként 2–6 képviselővel) listás többségi választási rendszerben. A szenátus 99 tagja a régiókat képviseli, ezekből régiónként kettőt elektorok választanak, egyet pedig az elnök nevez ki.

### Politikai pártok

#### Elnökök
- 1960. augusztus 7. – 1993. december 7.: Felix Houphouet-Boigny
- 1993. december 7. – 1999. december 24. Henri Konan Bédié
- 1999. december 24. – 2000. október 26.: Robert Guéï
- 2000. október 26. – 2010. december 4.: Laurent Gbagbo
- 2010. december 4. óta: Alassane Ouattara

### Közigazgatási beosztása
Az ország 19 régiója:
| - 1 Agnéby - 2 Bafing - 3 Bas-Sassandra - 4 Denguélé - 5 Dix-Huit Montagnes - 6 Fromager - 7 Haut-Sassandra - 8 Lacs - 9 Lagunes - 10 Marahoué | - 11 Moyen-Cavally - 12 Moyen-Comoé - 13 N'zi-Comoé - 14 Savanes - 15 Sud-Bandama - 16 Sud-Comoé - 17 Vallée du Bandama - 18 Worodougou - 19 Zanzan |

## Népessége

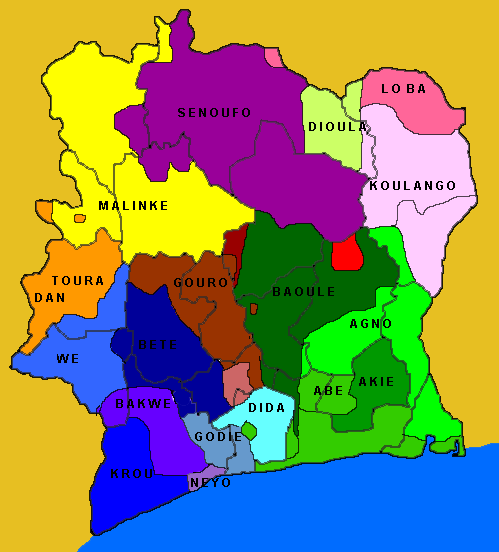
Elefántcsontpart nemzetiségei

### Népességének változása
| Lakosok száma | 3 474 724 | 4 400 054 | 5 747 633 | 7 568 872 | 9 771 533 | 12 530 078 | 15 042 149 | 16 909 801 | 18 601 342 | 31 165 654 |
|               | 1960      | 1966      | 1972      | 1978      | 1984      | 1991       | 1997       | 2003       | 2009       | 2023       |

### Általános adatok
- A születéskor várható élettartam (2016): 58,7 év; férfiak: 57,5 év, nők: 60 év. [11]
- A népességnövekedés üteme (2017): 1,8%
- Városi lakosság (2017): a népesség 55,5%-a [11]

## Társadalomföldrajza

### Etnikai, nyelvi összetétele
Mintegy 60 etnikum: baule (baoulé) – 23%, bete – 15%, senufo – 15%, agni-asanti – 14%, malinke – 11%, kru – 10%, déli mande – 8%, egyéb – 4%.
A hivatalos francia nyelv mellett mintegy 60 törzsi nyelvet beszélnek (Baoulé, Senufo, Yacouba, Agni, Attié, Guéré, Bété, Dioula, Abé, Kulango, Mahou, Tagwana, Wobé és Lobi).

### Vallásai
Az ország fő vallása az iszlám, amelynek követői a népesség kb. 43 százalékát teszik ki. A keresztény közösség az ország kb. 34 százaléka (az össznépesség: 17,2% – a katolikus, 11,8% – a evangélikus, 1,7% – a metodista, egyéb keresztény –3,2%), animista – 3,6%, egyéb vallású – 0,5%, egyik sem – 19,1%. (2014. becslés ) A külföldi munkavállalók zöme muszlim. 

## Szociális rendszere

### Híres elefántcsontpartiak
Didier Drogba, Yaya Touré

## Gazdasága

### Általános adatok
Gazdasága: agrárország. Az egykori francia „mintagyarmat” nyugodt fejlődésnek, az anyaországgal fenntartott szoros kapcsolatnak is köszönhetően Nyugat-Afrika egyik leggazdagabb országa.
Elefántcsontpart – mint a fejlődő országok többsége – eladósodott ország. A GDP szektorális megoszlása (2016): mezőgazdaság – 19,5%, ipar – 28,3%, szolgáltatás – 52,2%.Az ország külkereskedelmi bevétele erősen függ az export kb. harmadát kitevő kakaó világpiaci árától. Az ország annyira ki van szolgáltatva ennek, hogy bármilyen nagyobb áringadozás súlyos politikai válsághoz vezethet. Legutóbb 2017-ben történt ilyen. Az ország lakosságának jelentékeny része él ugyanis kakaótermesztésből. Egész családok és külön kis- vagy nagygazdaságok foglalkoznak kakaótermesztéssel, az utóbbi időben viszont elterjedt az egyes gazdaságokban a gyermekmunkaerő alkalmazása, amely lényegét tekintve rabszolgamunka. A gyermekrabszolgaság ellen nagyon nehéz a fellépés, ráadásul az ilyen gazdaságokat a külföldi felvásárlók (pl. csokoládégyárak) támogatják azzal, hogy megveszik az itt előállított kakaót.
2016-ban jelentős infrastrukturális fejlesztésekbe kezdtek, hogy javítsák a víz-, gáz- és áramellátást. A programot 2020-ig szándékoznak befejezni.
Az ország bruttó nemzeti összterméke (GDP) a Világbank várakozásai szerint 7,2%-kal nőhet 2018-ban, ezzel a növekedési ütemmel az adott évben a világ hat leggyorsabban fejlődő gazdaságai közé tartozik.

### Gazdasági ágazatok

#### Mezőgazdaság
A mezőgazdaság és a halászat a GDP 1/3-át adja és az összes dolgozó felét foglalkoztatja (2007-ben).
A gazdaság diverzifikációjára irányuló kormányzati törekvések ellenére az ország gazdasága ma is a mezőgazdaságon alapul.
Földünk legnagyobb kakaó- és Afrika egyik legjelentősebb kávétermelője. A kormányzat a gyapot- és ananásztermesztéssel ugyan megpróbálta a gazdaságot "sokszínűvé" tenni, de az ország máig az említett két termék világpiaci árának kiszolgáltatottja.
További fő termények: banán, kukorica, rizs, manióka, burgonya. 

#### Ipar
Fő ágazatok: élelmiszeripar, faipar, kőolaj-finomítás, bányászat, teherautó és autóbusz-összeszerelés, textilipar, műtrágyagyártás, építőipar.   
A selfterületek kőolajbányászata az 1980-as években vette kezdetét, emellett a jelentősebb bányászati termékei a gyémánt és az arany.

#### Külkereskedelem
Ebben az országban is dívik a több afrikai országot érintő - részben illegális- hulladékkereskedelem.
- Jelentős exporttermékei: kávé, kakaó, gyapot, ananász, fa, kőolaj, pálmaolaj, banán, hal.
- A behozatal nagy részét élelmiszerek, fogyasztási cikkek, közlekedési eszközök, üzemanyag, nyersanyagok adják.

Az ország egyik legfontosabb külkereskedelmi partnere máig Franciaország.
A 2016-os adatok alapján a legfőbb kereskedelmi partnerek :
- Export: Hollandia – 11,3%, USA – 7,4%, Franciaország – 6,8%, Belgium – 6,1%, Németország – 5,2%, India – 5,1%, Burkina Faso – 4,6%, Mali – 4,5%
- Import: Franciaország – 13,5%, Nigéria – 13,3%, Kína – 11,8%, USA – 4,2

## Közlekedés
- Közutak hossza: 50 400 km
- Vasútvonalak hossza: 660 km

- Repülőterek száma: 7
- Kikötők száma: 4

## Kultúrája
Elefántcsontpart 60 etnikai csoportjának a francián kívül nincsen közös nyelve és kötődésük erősebb saját közösségükhöz, mint hazájuk egészéhez. Az ország kultúrája gazdag és változatos. A baulok (a legnagyobb etnikum) szakavatott faszobrászok és aranyművesek, dúsan faragott ajtajú házakban élnek.
A főváros, Yamoussoukro Afrika legnagyobb katedrálisával és számtalan pompás palotával büszkélkedhet.

### Gasztronómia
A helyi konyha alapjai a különböző gumók, gabonák, sertés- és baromfihús, halak, tengeri gyümölcsök, friss zöldségek és gyümölcsök, valamint fűszerek. A többi nyugat-afrikai országhoz is nagyon hasonlít Elefántcsontpart gasztronómiája, mely francia hatásokkal is bővült.
Alapvető élelemforrás a tápióka, sőt a vaddisznóhús is. Az aitiu nevű kukoricapépből kukoricagolyókat készítenek. Számos étel kihagyhatatlan része a földimogyoró. Ilyen fogás a maafe, amely egy sülthús földimogyorószósszal. Az egyik legnépszerűbb étel, az attiéké, mely hasonlít a kuszkuszhoz és főleg tápiókából áll. Általában köretként fogyasztják. Az utcákon kifejezetten népszerű az alloco, amely vaddisznóhúsból készül, adalékként főzőbanánnal, pálmaolajjal, erőspaprikával, hagymával, valamint mártással megbolondítva. Gyakran eszik valamilyen körettel vagy pedig főtt tojással.
Szintén közkedvelt ételek a grillezett hal és grillezett csirke. A szárnyasok közül a legnépszerűbb a gyöngytyúk, amelynek alacsonyzsírtartalmú a húsa. A kedjenou is egy szárazon (víz nélkül) készülő csirkepörkölt, melyet lassútűzön főznek lezárt edényben, zöldségek hozzáadásával. A legelterjedtebb halfajták az itteni gasztronómiában a tonhal, szardínia és garnélarák. A füstölt halak, miként egész Nyugat-Afrikában, itt is elterjedtek.
Francia hatásra utal a csigafogyasztás. Az itt honos szárazföldi csigák egyik fajtáját fogyasztják grillezve avagy valamilyen mártással.
A főbb gyümölcsök Elefántcsontparton a mandarin, mangó, marakuja, szúrszop és kókuszdió. A padlizsán gyakori a zöldségek sorában.
Az italok közül népszerű a bangui nevű pálmabor.

## Turizmus

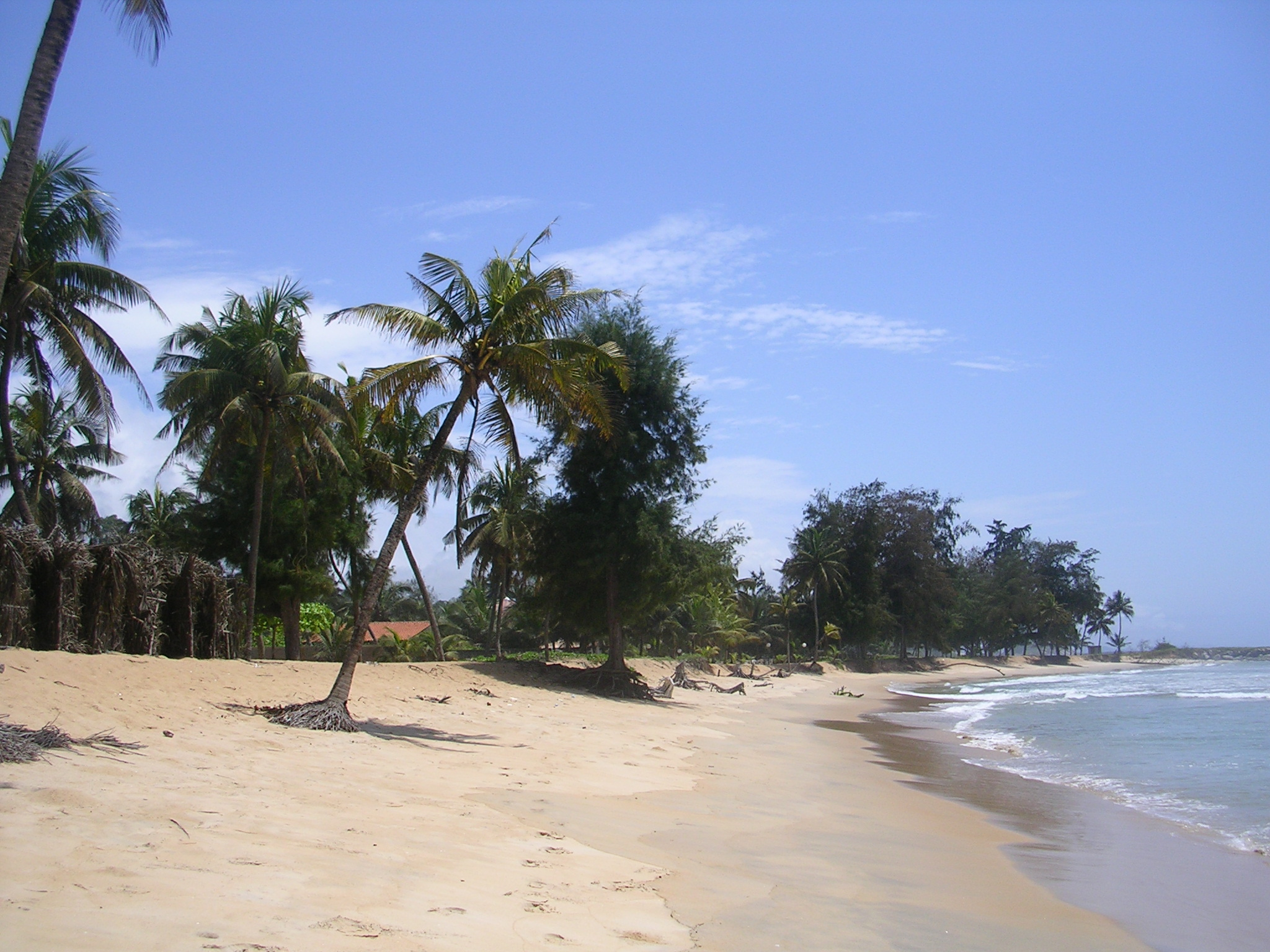
San Pédro tengerpartjának egy része

### Főbb látnivalók
- Abidjan
- Sassandra és San Pédro melletti tengerpartok és halászfalvak
- A nemzeti parkok (Comoé N. P., Tai N. P.)
- Grand-Bassam gyarmati városa
- Man városa az ország nyugati részén és környéke (vízesések, táj)
- Az ország kultúrája

### Oltások
Javasolt oltások Elefántcsontpartra utazóknak:
- Hastífusz
- Hepatitis A (magas a fertőzésveszély)
- Hepatitis B (magas a fertőzésveszély)

Malária ellen gyógyszer van. (Nagy a fertőzés kockázata).
Javasolt oltás bizonyos területekre utazóknak:
- Járványos agyhártyagyulladás
- Kolera
- Veszettség

Kötelező oltás, nemzetközi oltási igazolvány szükséges
- Sárgaláz

Javasolt emlékeztető oltás:
- Járványos gyermekbénulás

## Sport

### Olimpia
Elefántcsontpart eddig egyetlen érmet (ezüstöt) nyert a játékokon. Az 1984-es Los Angeles-i olimpián Gabriel Tiacoh férfi 400 m-es síkfutásban lett második.
- Bővebben: Elefántcsontpart az olimpiai játékokon

### Labdarúgás
Az Elefántcsontparti labdarúgó-válogatott igen eredményes.
- Afrikai nemzetek kupája:
  - Aranyérem: 1992, 2015, 2023
  - Ezüstérem: 2006
  - Bronzérem: 1965, 1968, 1986, 1994

- Afro-ázsiai nemzetek kupája:
  - Ezüstérem: 1993

- CEDEAO-kupa:
  - Aranyérem: 1983, 1987, 1999
  - Ezüstérem: 1985
  - Bronzérem: 1990

## Média
Az ország legfontosabb televíziója a Radiodiffusion Télévision Ivoirienne (RTI).
További televíziók:
- La Première
- TV2
- RTI Music TV
- RTI Sport TV
- La Chaîne nationale
- Fréquence 2

## Telekommunikáció
| Hívójel prefix | TU |
| ITU zóna       | 46 |
| CQ zóna        | 35 |

## Ünnepek
| Dátum          | Ünnep                                                     |
| -------------- | --------------------------------------------------------- |
| január 1.      | Újév                                                      |
| március 4.     | Ouagadougou-egyezmény                                     |
| március 8.     | Nemzetközi nőnap                                          |
| március 20.    | Francofónia napja                                         |
| március 22.    | A Föld napja                                              |
| április 12.    | Laurent Gbagbo e napon írta alá a Ouagadougou-egyezményt. |
| május 1.       | A munka ünnepe                                            |
| június 21.     | A muzulmánok napja                                        |
| augusztus 7.   | A függetlenség napja                                      |
| szeptember 21. | A béke napja                                              |
| november 20.   | Az Afrikai egység napja                                   |
| december 7.    | Houphouët Boigny emléknapja                               |
| december 25.   | Karácsony                                                 |